# HOPE/HOSBO
HOPE (HOchleistungs - PEnetrator = High Performance Penetrator、高性能貫徹弾) および HOSBO (HOchleistungs - Spreng - BOmbe = Hight Performance Explosive Bomb、高性能爆弾) は、ディール・ディフェンスがドイツ空軍向けに開発を進めている新型精密誘導爆弾である。ディール・ディフェンスは2010年に量産準備が整うとしていたが、現時点で発注はされていないもようである。ドイツの当局者は、HOPEがアメリカ空軍のGBU-28よりも貫通力に優れるとしている。 
HOPEの最初の実射試験は、2008年9月4日にドイツのマンヒングでドイツ空軍のトーネード IDSから行われた。 
2008年9月14日にはスウェーデンのビゼル実験場でHOPEの試射が行われ、成功した。 

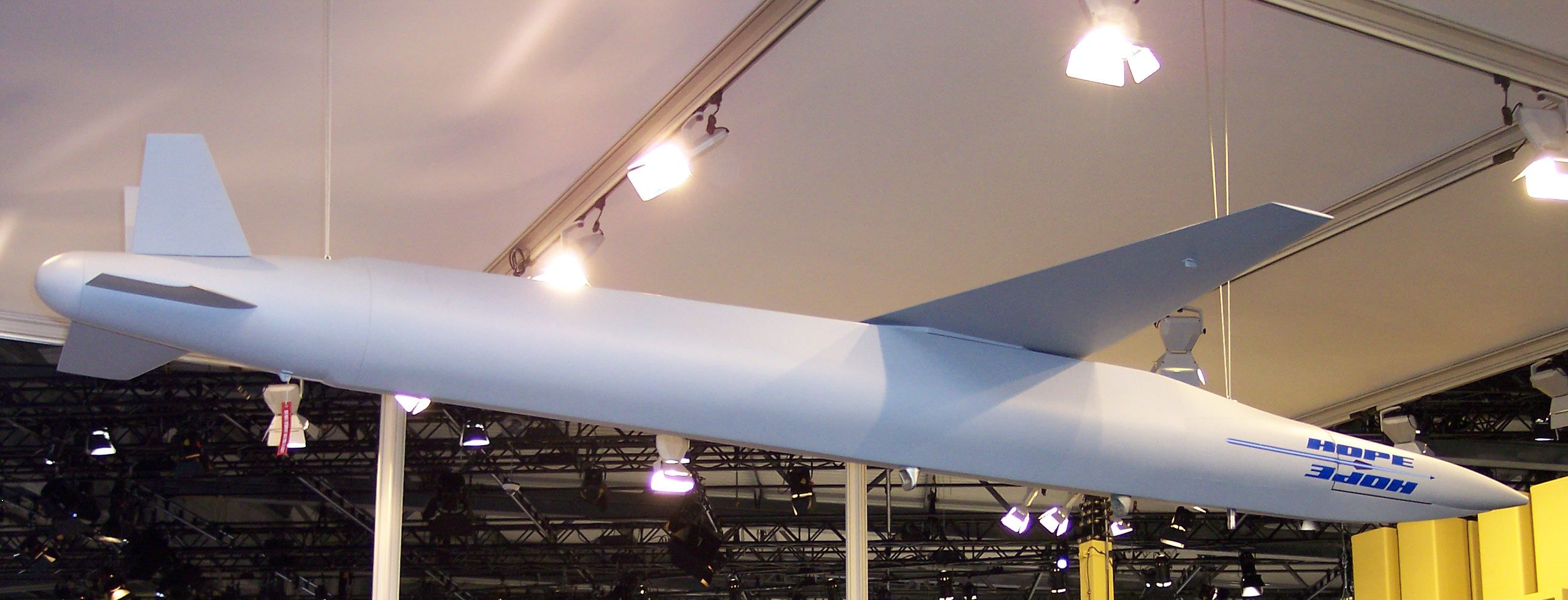
ILA2006で展示されるHOPE

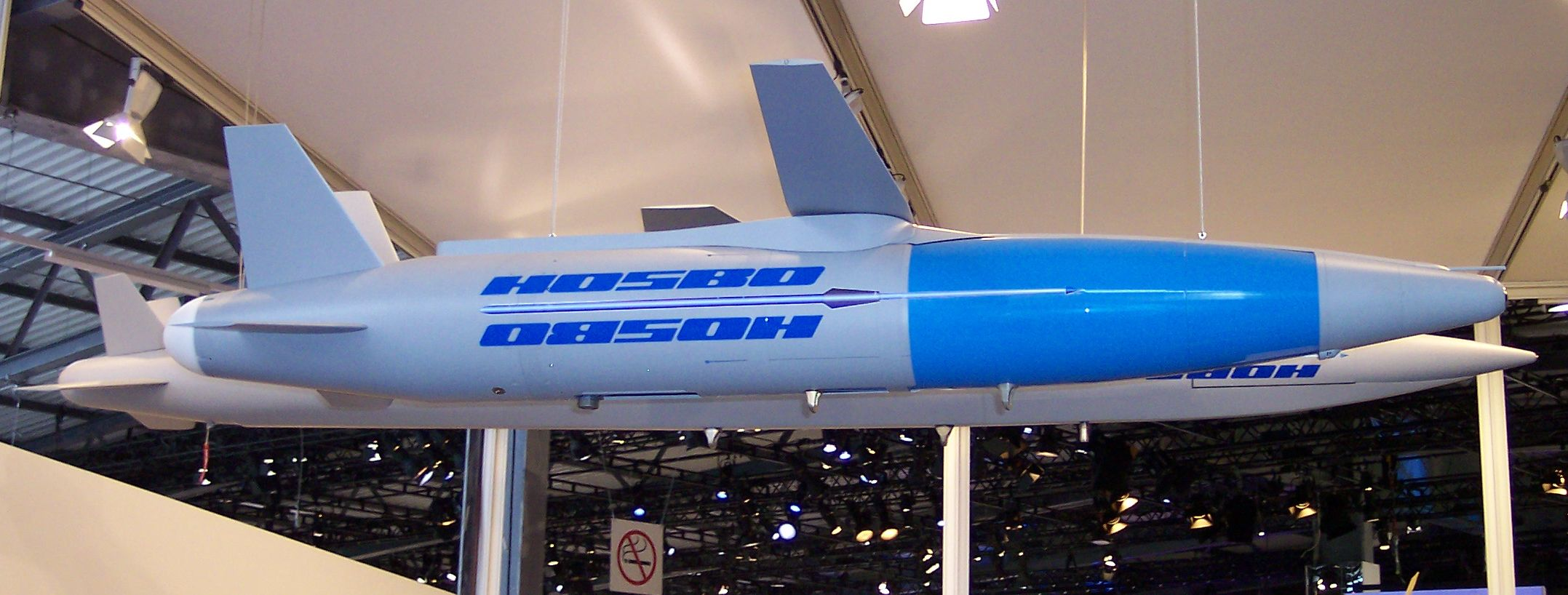
ILA2006で展示されるHOSBO

## HOPE
HOPEは高い機動性を備えた滑空爆弾で、トンネルや地下壕などの硬化目標だけでなく、移動する目標に対する攻撃も意図している。HOPEの射程は160キロメートル (99 mi)で、内蔵のGPSおよび慣性航法装置と画像誘導装置で誘導される。 

## HOSBO
HOSBOは極めて高い機動性を備えた滑空爆弾で、高エネルギーマイクロ波を用いる非致死性弾頭を含むモジュラー弾頭を搭載できる。射程および誘導方式はHOPEと同じである。 

## 仕様
- 名前：HOPE / HOSBO
- 開発者： ディール・ディフェンス
- 範囲： 160 km (99 mi)
- 全長：HOPE：5 m (16.4 ft); HOSBO：3.5 m (11.5 ft)
- 重量：HOPE：1,400 kg (3,086 lb); HOSBO：907 kg (2,000 lb)
- 直径：約40 cm (16 in)
- 誘導方式： GPS / 慣性航法装置および画像誘導装置

## 発射プラットフォーム
- ユーロファイター タイフーン
- パナヴィア トーネード